# Rally Príncipe de Asturias de 1997
El Rally Príncipe de Asturias de 1997, oficialmente 34.º Rally Príncipe de Asturias, fue la trigésimo cuarta edición, la cuadragésima cita de la temporada 1997 del Campeonato de Europa de Rally y la décima de la temporada 1997 del Campeonato de España de Rally. Se celebró del 11 al 13 de septiembre y contó con un itinerario de diecisiete tramos que sumaban un total de 258,9 km cronometrados.

## Itinerario
| Día   | Tramo | Nombre              | Distancia |
| ----- | ----- | ------------------- | --------- |
| Día 1 | TC1   | Miravalles-Carrandi | 28.06 km  |
| Día 1 | TC2   | Nueva-Labra         | 19.50 km  |
| Día 1 | TC3   | Sellaño-Sevares     | 15.92 km  |
| Día 1 | TC4   | Borines-Torazo      | 19.88 km  |
| Día 1 | TC5   | Miravalles-Carrandi | 28.06 km  |
| Día 1 | TC6   | Nueva-Labra         | 19.50 km  |
| Día 1 | TC7   | Sellaño-Sevares     | 15.92 km  |
| Día 1 | TC8   | Borines-Torazo      | 19.88 km  |
| Día 2 | TC9   | Oviedo-Brañes       | 6.08 km   |
| Día 2 | TC10  | Hueria-Faya         | 14.21 km  |
| Día 2 | TC11  | Santa Bárbara       | 13.49 km  |
| Día 2 | TC12  | Cordal              | 12.31 km  |
| Día 2 | TC13  | Oviedo-Brañes       | 6.08 km   |
| Día 2 | TC14  | Hueria-Faya         | 14.21 km  |
| Día 2 | TC15  | Santa Bárbara       | 13.49 km  |
| Día 2 | TC16  | Cordal              | 12.31 km  |

## Clasificación final
| Pos. | Piloto                | Copiloto                 | Automóvil           | Tiempo  | Diferencia |
| ---- | --------------------- | ------------------------ | ------------------- | ------- | ---------- |
| 1.   | Jesús Puras           | Carlos del Barrio        | Citroën ZX Kit Car  | 3:10:06 | 0.0        |
| 2.   | Pedro Javier Diego    | Tomás Aguado             | Subaru Impreza 555  | 3:12:47 | +2:41      |
| 3.   | Miguel Martínez-Conde | Felipe Alonso            | Renault Mégane Maxi | 3:13:17 | +3:11      |
| 4.   | Javier Azcona         | Inma Vittorini           | Citroën ZX 16V      | 3:20:41 | +10:35     |
| 5.   | Miguel Ángel Fuster   | José Vicente Medina      | Peugeot 106 Kit Car | 3:20:47 | +10:41     |
| 6.   | Jon Casais            | Queralt Díaz             | Citroën ZX 16V      | 3:27:19 | +17:13     |
| 7.   | Salvador Cañellas jr. | Alberto Sanchís          | Seat Ibiza GTi 16V  | 3:29:46 | +19:40     |
| 8.   | Roberto Blach         | Juan Carlos Dorado       | Citroën ZX 16V      | 3:30:23 | +20:17     |
| 9.   | Alfonso Loza          | José Enrique Serrano     | Seat Ibiza GTi 16V  | 3:31:32 | +21:26     |
| 10.  | Roberto Solís         | Francisco Javier Álvarez | Peugeot 106 Rallye  | 3:31:40 | +21:34     |